# Italie médiévale
L'histoire médiévale de l'Italie s'étend de la chute de l'Empire romain d'Occident à la Renaissance italienne.
Le Moyen Âge est traditionnellement défini comme la période qui va de 476, année de la déposition du dernier empereur romain d'Occident, Romulus Augustule, jusqu'en 1453 avec Johannes Gutenberg et la diffusion de l'imprimerie, ou 1492, année de l'arrivée de Christophe Colomb sur le continent américain. À son tour, le Moyen Âge se subdivise traditionnellement en Haut Moyen Âge (jusqu'à l'année 1000) et Bas Moyen Âge. De telles datations ne sont que des conventions pour faire référence avec une plus grande clarté à une époque aussi longue que complexe.

## De Romulus Augustule à Charlemagne (476-IXesiècle)

### Fin de l'empire d'Occident
L'Italie subit l'invasion des Wisigoths au Ve siècle et Alaric Ier assiège Rome en 410.
Le dernier empereur romain d'Occident est déposé en 476 par Odoacre, chef d'un groupe de Germains orientaux. Pendant dix-sept ans, celui-ci gouverne l'Italie en tant que patrice, théoriquement assujetti à Zénon, empereur d'Orient, mais pratiquement en totale indépendance. Il maintient dans leur fonction le personnel administratif romain et donne la liberté de culte aux chrétiens. Odoacre combat les Vandales qui occupent la Sicile et d'autres tribus germaniques qui envahissent périodiquement la péninsule.

### Royaume ostrogoth

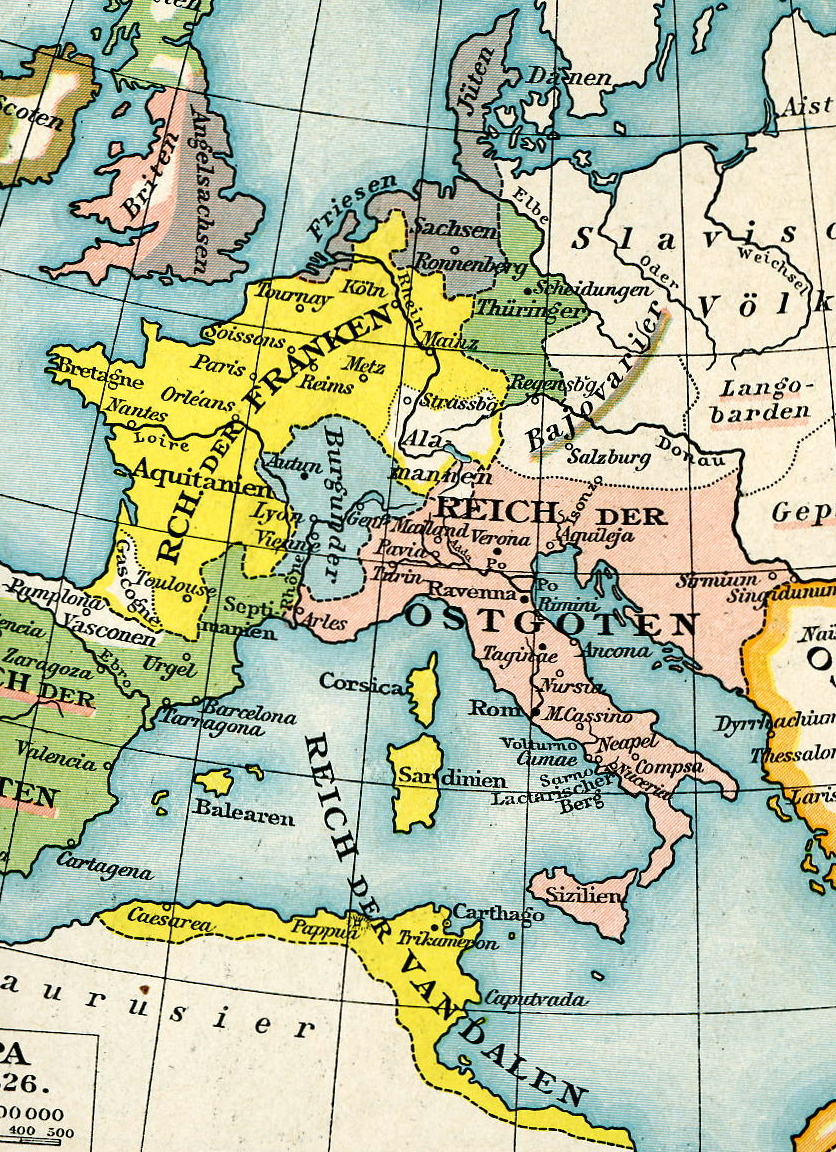
Le royaume ostrogoth.

En 489, l'empereur Zénon décide de faire quitter la région du Danube aux Ostrogoths, un peuple fédéré, pour les faire aller en Italie. Le 25 février 493, Théodoric vainc Odoacre et devient roi des Ostrogoths. Ravenne devient la capitale. Théodoric qui a vécu longtemps à Byzance est généralement considéré comme un Germain romanisé et il gouverne l'Italie par l'entremise de personnels romains. La minorité gothique, professant l'arianisme, constitue une aristocratie de propriétaires terriens et de militaires mais son influence sur le pays reste faible. La population latine est encore soumise aux lois de Rome et entretient la liberté de culte octroyée par Odoacre. Le règne de Théodoric est généralement considéré comme une période de redressement pour le pays : les infrastructures sont réparées, les frontières sont repoussées et l'économie se porte bien. L’agriculture reprend, la monnaie est contrôlée et les échanges commerciaux se développent. 
La culture latine brille de ses derniers feux avec Boèce, le ministre de Théodoric. L’activité artistique se ranime : les monuments de Rome sont réparés, des constructions nouvelles s’élèvent dans toute l’Italie. Milan devient le siège d’un mouvement culturel qui attire Italiens et Gallo-romains. Ravenne, siège du gouvernement, devient le centre d’une intense activité édilitaire (Palatium, Saint-Apollinaire-le-Neuf, mosaïques…).
Le royaume d'Italie est, de nouveau, l'entité politique la plus puissante de la Méditerranée. Après avoir rétabli la paix en Italie, Théodoric apparaît comme le chef le plus puissant d’Occident. Il intervient dans les pays voisins, noue des alliances de famille avec les autres souverains. Il est en mesure de reconstituer l’empire à son profit. Ses successeurs n'auront pas la même importance.
Au début du VIe siècle, l'Empire romain d'Orient, maintenant centré sur Constantinople, envahit (du point de vue des royaumes barbares) ou reprend (du point de vue romain) l'Italie : à l'issue de la guerre des Goths (535-553), les généraux de l'empereur Justinien, Belisarius et Narsès, mettent fin au royaume Ostrogoth, mais la vie urbaine et commerciale s'est alors réduite par rapport à la période romaine : les villes sont beaucoup plus petites et plus rudimentaires qu'elles ne l'avaient été, et les pierres des monuments antiques ont servi de carrière pour les nouvelles habitations et les églises chrétiennes. L'agriculture de subsistance occupe le gros de la population de l'Italie. Guerres, famines et épidémies influent fortement sur la démographie de l'Italie. Toutefois les domaines agricoles de l'époque romaine ne disparaissent pas mais produisent le surplus agricole vendu aux villes. L'esclavage est remplacé par le servage.
La domination de Théodoric se caractérise par une continuité dans les hiérarchies sociales et dans le rôle de l'aristocratie sénatoriale. L'Église joue un rôle croissant, non seulement religieux, mais également économique et social. Les évêques sont souvent des intermédiaires entre les villes et le pouvoir, à la personnalité brillante, comme Ennodius de Pavie.

### Royaume lombard

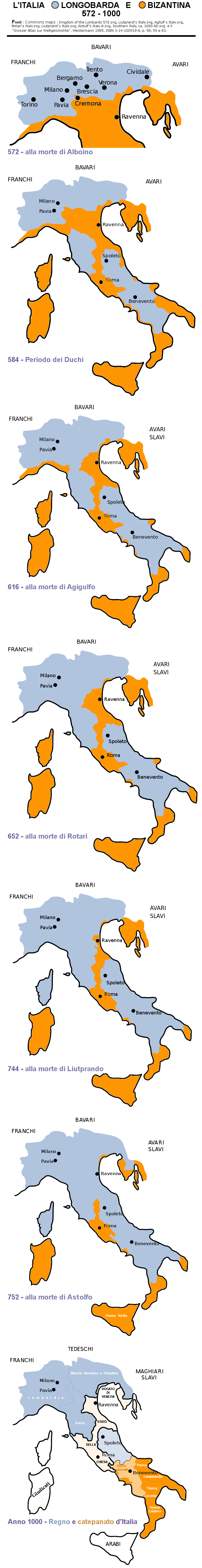
En orange l'évolution de l'Italie lombardo-byzantine.

#### La conquête lombarde
La naissance de nouveaux fronts en Orient et dans les Balkans occupent les troupes et les ressources byzantines ce qui permet à un autre peuple germanique, les Lombards emmené par Alboïn, d'envahir l'Italie, en 569. Cividale del Friuli est le premier centre urbain important à tomber alors que la résistance byzantine se concentre sur les côtes. Les Lombards conquièrent rapidement une grande partie de la péninsule, établissent un royaume avec pour capitale Pavie et divisé en une série de duchés. Les régions du centre et du nord, qui restent sous contrôle byzantin (le Latium actuel et la Romagne) reliées par un étroit corridor vers l'Ombrie, auxquelles s'ajoute la Ligurie, deviennent l'exarchat de Ravenne. L'Italie méridionale, à l'exception de l'Apulie, l'actuelle Calabre, et de la Sicile font également partie des deux duchés lombards semi-indépendants, le duché de Spolète et le duché de Bénévent. Les Lombards n'étant pas un peuple de marins, de nombreux ports restent sous l'autorité byzantine. Ceux-ci deviendront, de fait, de véritables villes-États indépendants : Gaète, Naples ou Venise.

#### Émergence de l'Église catholique (IVesiècle-VIIIesiècle)
L'Église, et notamment le Pape, joue un rôle politique important depuis le règne de Constantin qui a essayé de l'inclure dans l'administration de l'Empire.
Dans la situation politiquement instable qui suit la chute de l'Empire d'Occident, l'Église représente souvent l'unique institution stable et l'unique source de transmission des connaissances. Les « barbares » eux-mêmes doivent s'adresser aux clercs pour assurer l'administration de leurs conquêtes. De plus les ordres monastiques catholiques, tels que les Bénédictins, jouent un rôle majeur tant dans la vie économique que dans la préservation de la culture classique.
Après l'invasion lombarde, les Papes (comme le pape Grégoire Ier) sont formellement des sujets de l'empereur d'Orient en recevant un léger soutien de Constantinople. Ils doivent combler l'absence de pouvoir étatique en satisfaisant les besoins essentiels (par exemple, la nourriture pour les nécessiteux) ou en défendant Rome des incursions lombardes. Ce faisant, les papes commencent à établir un État indépendant.

#### Effondrement de l'Exarchat (751)

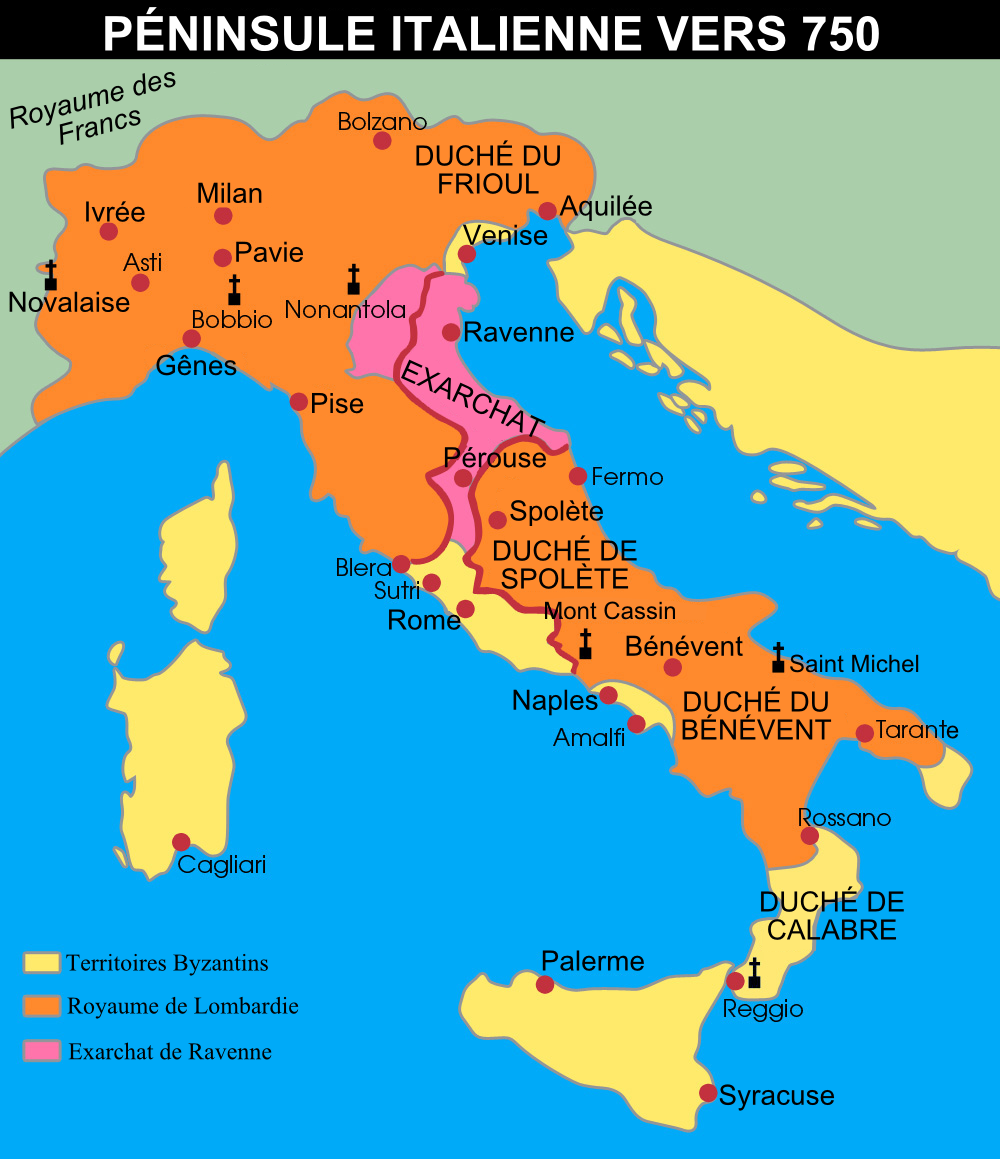
L'Italie vers 750 (en orange les Lombards, en jaune l’Italie byzantine).

À la fin du VIIIe siècle, les papes aspirent définitivement à l'indépendance et trouvent le moyen de la rendre effective en s'alliant, contre l'Empire romain d'Orient et parfois aussi contre les Lombards, à la dynastie carolingienne des Francs : les Carolingiens ont besoin de légitimité après avoir pris le pouvoir aux faibles rois Mérovingiens.
En 751, les Lombards s'emparent de Ravenne et de l'exarchat de Ravenne : l'Italie byzantine se réduit dès lors aux villes côtières et aux territoires d'Italie du Sud. Face à une nouvelle offensive des Lombards, la papauté demande l'aide des Francs. En 756, les Lombards sont vaincus par les Francs qui donnent à la papauté l'autorité légale sur toute l'Italie centrale par la création des États pontificaux, le reste de l'Italie restant sous le contrôle des Lombards et des Byzantins jusqu'au XIe siècle.

## Les Carolingiens (IXesiècle-Xesiècle)
En 774, à la demande du pape, les Francs envahissent le royaume lombard, prennent la capitale Pavie et finalement assujettissent les Lombards. Le roi des Francs, Charlemagne prend également le titre de roi des Lombards et reçoit le soutien du pape. Plus tard, le 25 décembre 800, Charlemagne est couronné empereur d'Occident par le pape, s'instituant ainsi héritier de l'Empire romain d'Occident, et s'affirmant l'égal occidental de l'Empire romain d'Orient (que nous appelons « byzantin » depuis 1557). En 812, les Byzantins acceptent de reconnaître l'existence des deux Empires romains à condition que les possessions byzantines en Italie ne soient pas remises en question.
L'autorité de l'Empire carolingien ne s'étendra jamais beaucoup au sud de la péninsule italienne. L'Italie du sud étant constituée de territoires appartenant à l'Empire byzantin et par les deux duchés lombards, le duché de Spolète et le duché de Bénévent qui n'accepteront la suzeraineté formelle de Charlemagne qu'en 812, lors de l'entente franco-byzantine. Des cités côtières byzantines (mais de culture latine) de Gaète, Amalfi, Naples sur la mer Tyrrhénienne et Venise sur l'Adriatique, sont de plus en plus indépendantes vis-à-vis de Constantinople (qui, elle, est de plus en plus de culture grecque). La prise du duché de Bénévent par Charlemagne aurait complètement enclavé dans son empire les territoires pontificaux, mais l'empereur franc y renonça, probablement pour garder de bonnes relations avec la papauté. Sa puissance contrecarrait déjà les ambitions de papes comme Adrien Ier, dont l'interprétation quelque peu idéalisée de la donation de Pépin (confirmée en 774 par Charlemagne) étendait théoriquement l'autorité papale bien au-delà des territoires qu'il contrôlait effectivement, allant jusqu'en Istrie et en Corse et impliquant l'indépendance des États pontificaux.
La papauté s'était émancipée des tutelles lombarde et byzantine, mais devait désormais composer avec Charlemagne qui était parfaitement capable d'étouffer ses velléités, car les forces papales étaient faibles et peu fiables, comme en témoigne la tentative d'assassinat de Léon III par des proches du pape précédent. Éliminés d'Italie centrale, les Byzantins n'avaient plus grand-chose à offrir aux Papes et n'avaient aucune raison d'affronter Charlemagne qui avait respecté l'accord de 812 et n'avait pas touché leurs possessions au cours de ses campagnes. Enfin, les ducs lombards, eux aussi, se montraient peu dignes de la confiance papale, et se souciaient surtout d'élargir leur autonomie.
Le fossé entre l'Occident (représenté par Charlemagne et par les papes) et l'Orient (représenté par l'Italie byzantine) se creuse davantage. Le pape Léon III est le premier à dater les bulles pontificales à partir du règne de Charlemagne (795) au lieu de se référer au calendrier julien des empereurs byzantins. Toutefois, « fossé » ne signifie pas rupture, et les relations pacifiques entre Charlemagne et Constantinople assurent une période de stabilité pour l'Italie.

### Une économie agraire
Au début de la période Carolingienne, l’administration de l’Italie continue à être assurée par les cadres lombards (ducs et gastaldes dans les villes, administration centrale à Pavie). La politique carolingienne, comme la politique lombarde, repose avant tout sur la possession de la terre, et les droits de passage, corvées et services exigés par les rois Lombards le sont par les Carolingiens. Vers 814, des comtes francs administrent la plupart des anciens duchés lombards. Les missi dominici, représentant l’Empereur, président les tribunaux locaux. La présence franque est de peu d’effets sur les politiques et les cours locales, pas plus que sur les structures sociales où les règles dirigeant la vie politique.
À Lucques en 764, le scribe Rixsholf indique que la ration quotidienne d'un paysan est une miche de pain, un quart d'amphore de vin et une soupe de fèves et de farine, enrichie de graisse ou d'huile. Parfois on y inclut du lard ou de la viande. La condition paysanne en Italie reste précaire, depuis la fin de l'époque romaine la forêt et les marécages ont repris du terrain au détriment des terres agricoles, et malgré les défrichements et assèchements du VIIIe au XIe siècle, il n'y a pas de changements techniques majeurs. Seule la Sicile arabe et l'Italie byzantine conservent les techniques d'irrigation sophistiquées de l'Antiquité. Ailleurs, l'agriculture reste dominée par la triade méditerranéenne du blé, de la vigne et de l'olivier. Les paysans possèdent quelques animaux (poules, chèvres, porcs, vaches), qui leur servent à obtenir du numéraire ou à compléter leur alimentation. On procède sans doute à une rotation bisannuelle, et l'année de jachère est parfois mise à profit pour cultiver des fèves et des pois. L'élevage se pratique généralement de manière extensive dans les marais et les zones non défrichées.
Un nombre important de paysans a le statut de cultivateur propriétaire dans la tradition des colons romains. Des métayers exploitent les terres de l’Église, de la noblesse ou de petits propriétaires locaux, en échange de travaux, d'argent ou de dons en nature (sistema cutense). Jusqu'à l'époque de l’incastellamento, qui entraîne la concentration autour de centres fortifiés, la campagne est divisée de massae ou fundi, domaines éparpillés portant généralement le nom de leur propriétaire et de villages (casglia, villae, loci ou vici).

### Le royaume d'Italie
Après la mort de Charlemagne (814), l'empire se désintègre rapidement et l'équilibre créé grâce au charisme de l'empereur ne résiste pas à la faiblesse de ses successeurs. Cette crise est due également à l'émergence de forces extérieures, notamment les attaques sarrasines et l'émergence du pouvoir des cités maritimes. Charlemagne avait annoncé la partition de son empire en 806 : le royaume Lombard et Franc ainsi que la Bavière et l'Alémanie reviennent à son fils Pépin d'Italie. Couronné roi à l’âge de 4 ans en 781, il règne sous la tutelle d'Adalard de Corbie. Après sa mort en 810, l'Italie revient à son fils naturel Bernard (octobre 812). Wala, frère d'Adalard devient son tuteur. En 817 l'Ordinatio imperii de Louis le Pieux donne l’Italie à son fils Lothaire. Bernard se révolte et rassemble les nobles mécontents. Louis le Pieux prend la route des Alpes pour mater la révolte et Bernard se soumet à Chalon-sur-Saône. Il est jugé l'année suivante. Louis fait crever les yeux à son neveu qui en meurt. Après la pénitence publique de Louis à Attigny en 822, où il se confesse de ce crime, les conseillers ecclésiastiques de l'empereur obtiennent l'envoi de Lothaire comme roi en Italie et son sacre par le pape (823). Wala l'accompagne comme conseiller. Lothaire ne s’occupera jamais vraiment du royaume carolingien d'Italie et s’en servira surtout comme base politique et militaire pour ses raids septentrionaux. Il s’installe dans les grands domaines royaux, en dehors des villes, et ne nomme pas de Lombards à des postes ecclésiastiques ou séculiers.
Après la mort du fils de Charlemagne Louis le Pieux en 840, le traité de Verdun en 843 divise l'empire. Le fils aîné survivant de Louis, Lothaire Ier devient empereur et souverain des Francs. Ses trois fils, à leur tour, se partagent le royaume au traité de Prüm en 855 : l'Italie du Nord devient le royaume d'Italie et le souverain en est Louis II le Jeune.
La première moitié du IXe siècle apporte d'autres soucis à l'Italie. en 827, des arabes musulmans, connus sous le nom d'Aghlabides, envahissent et conquièrent la Sicile. Leurs descendants, les Kalbides, règnent sur l'île jusqu'en 1053. À cette époque les musulmans arabes multiplient les razzias sur les côtes de l'Europe, en 846, ils remontent le Tibre, envahissent Rome et pillent la basilique Saint-Pierre en s'emparant de l'or et de l'argent qui s'y trouvent. En réponse, Léon IV entreprend en 847 la construction de la Civitas Leonina au Vatican. Les murs seront terminés en 853.
Pendant toute cette période, des régions côtières restent sous le contrôle des Byzantins. À la fin du IXe siècle, les Byzantins et les Francs s'unissent pour mener une offensive contre les Arabes dans le Sud de l'Italie. Seuls, les Byzantins étendent leur territoire durant cette campagne.
En 950 environ, les trônes d'Italie et de Germanie ne font plus qu'un. Le souverain de ce nouveau royaume, Otton Ier déclare que l'union fait revivre l'empire de Charlemagne et il reçoit le titre d'Empereur romain germanique en 962.
La papauté, elle aussi, vit une ère de décadence. Elle se termine seulement en 999 lorsque l'empereur Othon III choisit comme pape Sylvestre II.

### L'Italie du Sud: Lombards, Byzantins, Sarrasins et Normands
La conquête de Charlemagne en 774 a pour effet de séparer politiquement le Nord et le Sud de l'Italie. Les byzantins ont conservé une grande partie de l'Apulie et la Calabre et les ducs lombards du Sud ont été tenus à distance de la politique de Pavie pendant un siècle, la situation étant exacerbée par la perte du pouvoir centralisé des Lombards dans le Nord. Immédiatement, Arégis II, le duc de Bénévent, se proclame Prince souverain et s'oppose à l'idée d'une royauté lombarde que Charlemagne avait soutenue.

#### Création de deux pôles indépendants (774 – 849)
Avec Arigis et ses successeurs, la politique de Bénévent est tout à la fois de respecter les empereurs carolingiens et d'ignorer leurs lois. Il en résulte, de facto, une indépendance vis-à-vis des Francs et des Byzantins. Le duché de Bénévent atteint son apogée sous Sicard de Bénévent vers 830. À cette époque, les côtes du sud de l'Italie subissent les attaques des pirates sarrasins contre lesquels Sicard guerroie constamment. Il combat également ses voisins de l'Italie byzantine, particulièrement le duché de Sorrente, le duché de Naples et le duché d'Amalfi. C'est au cours d'une guerre contre Naples que André II de Naples fait appel, pour la première fois, à des mercenaires sarrasins, ce qui va compliquer les relations dans la région pour les deux siècles à venir.
En 839, Sicard est assassiné et une guerre civile éclate. Le pouvoir politique, dans le Sud de l'Italie, est entre les mains de l'aristocratie terrienne d'origine lombarde. C'est elle qui choisit le Prince. En 839, certains choisissent Radalgis de Bénévent, le trésorier de Sicard et son assassin, les autres choisissent Siconolf, frère de Sicard et installé à Salerne. La guerre civile dure une dizaine d'années. Les Gastalds de Bénévent saisissent l'opportunité pour accroître leur indépendance, principalement Capoue qui prend le parti de Siconulf. En 849, Louis II le Jeune, dans un de ses premiers actes en tant que roi d'Italie, descend vers le sud de la péninsule et impose sa volonté aux deux Lombards. La principauté est divisée en deux : la principauté de Bénévent et la principauté de Salerne. À partir de ce moment, l'Histoire des Lombards du sud est celle de pouvoirs en déclin et s'affrontant perpétuellement.

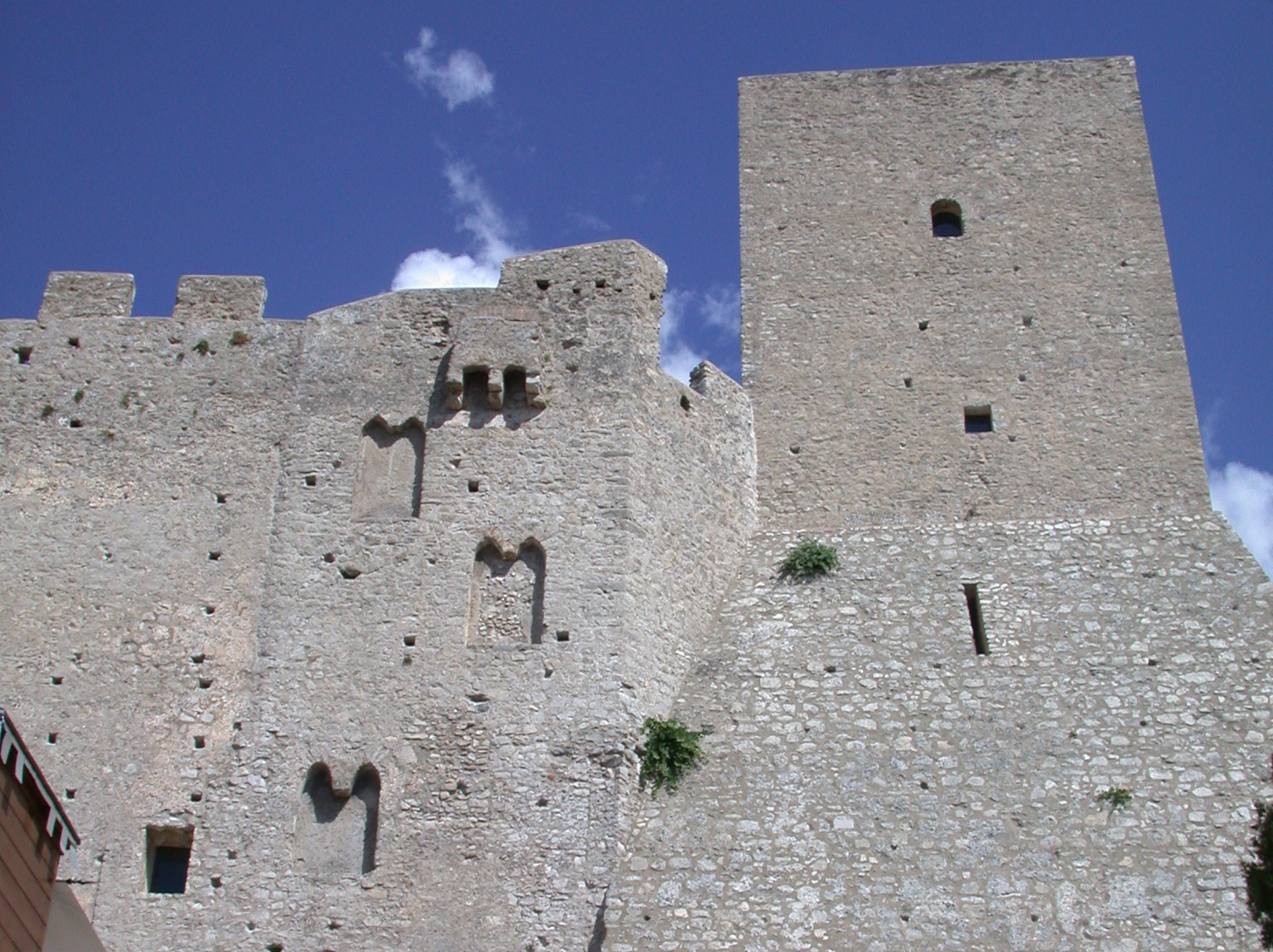
Château d'Itri, probablement datant du règne de Docibilis I

L'Italie byzantine n'est pas non plus à l'abri de cette violence endémique, ce qui favorise l'aspiration à l'indépendance des cités portuaires byzantines comme Gênes, Naples et Venise qui se rapprochent de plus en plus de la noblesse lombarde et de la papauté, dont elles partagent la langue, la tradition latine et le rite latin religieux (contrairement à un préjugé répandu qui les considère comme « grecques » en raison de leur allégeance à Constantinople). En 801, les patriciens siciliens donnent le pouvoir à Anthimus, le duc de Naples. Mais celui-ci se montre incapable à faire respecter son autorité à Gaète et Amalfi. Après Anthimus, les patriciens essaient de mettre en avant leur propre candidat sans l'aval de Constantinople. Le peuple se rebelle contre eux et préfère le protospathaire loyaliste byzantin Stefano III en 821. Après une décennie au cours laquelle elle respecte l'autorité byzantine, Naples rompt son allégeance à Constantinople et, même, commence à battre sa propre monnaie. En 840, après une brève période pendant laquelle elle est assujettie aux Francs de Lothaire Ier, les Napolitains élisent Serge I, leur magister militum. Serge I fonde une dynastie, les Serges qui va gouverner le duché pendant trois cents ans.
À Gaète comme à Naples, la violence de la situation à l'extérieur requiert une défense particulière. Les habitants de Gaète reçoivent leurs premiers hypati impériaux au moment de la guerre civile du Bénévent. Alors que les premiers hypati restent loyaux vis-à-vis de Byzance, en 866, l'apparition soudaine de la nouvelle dynastie de Docibilis I implique que Gaète aussi s'éloigne de l'Empire et suit Naples sur le chemin de l'indépendance. Le premier duc d'Amalfi est un préfet en 839, en même temps que la mort de Sicard et de la venue des hypati de Gaète. Naples, Gaète, Amalfi font allégeance d'une certaine manière à l'Empire mais sont indépendantes de facto.
Aux VIIIe et IXe siècles, des villes comme Amalfi et Venise profitent du commerce du sel et de la soie et commencent à prospérer. Néanmoins, le niveau d'activité des villes reste faible.

#### Période de troubles (849 – 915)
La période qui suit la guerre civile de Bénévent est pleine de confusion, causée par les mouvements d'indépendance dans les différentes villes et provinces et par les assauts des Sarrasins sur les côtes méridionales (Razzias).
À Salerne, un coup d'État de palais élimine le successeur de Sicinulf Sico II en 853 déstabilise la ville jusqu'à ce qu'une nouvelle dynastie, les Dauferidi, prenne le pouvoir en 861.
En 852, les Sarrazins prennent la ville côtière de Bari et y créent un émirat. Le pouvoir byzantin étant fortement menacé, et avec lui le commerce dans l'Adriatique, l'empereur de Constantinople recherche une alliance avec Louis II.
Pour des raisons semblables, le prince de Bénévent, Adalgis, souhaitant l'indépendance, pense également à son aide.
Louis descend la péninsule, il reprend Bari en 871 et chasse les Sarrazins après un long siège. Louis cherche ensuite à assoir son contrôle sur tout le Sud en laissant ses troupes en garnison dans les forteresses de Bénévent.
En réponse, Adelchis fait prisonnier l'empereur alors qu'il se trouvait dans le château de Bénévent. Un mois plus tard, les Sarrasins débarquent à nouveau pour une nouvelle invasion. Adelchis relâche Louis pour qu'il puisse les combattre. Adelchis contraint Louis à promettre de ne plus jamais rentrer dans Bénévent avec ses troupes et chercher vengeance pour sa détention. Louis va à Rome en 872 et est relevé de sa promesse par Adrien II le 28 mai 872. Ses tentatives pour punir Adelchis ne sont pas couronnées de succès. Adelchis hésite entre l'allégeance aux Carolingiens et aux empereurs byzantins. Mais, en fait, par les modifications qu'il apporte à l'Édit de Rothari, il se reconnaît lui-même comme le roi Lombard légitime.
Les successeurs d'Adelchis se montrent faibles et la principauté de Bénévent décline exactement au même moment où Salerne fait de même.
Les bonnes relations de Guaifer de Salerne avec les Sarrazins exaspèrent le pape ainsi que ses voisins. Les seigneurs de l'Italie du Sud changeant constamment d'alliances, le successeur de Guaiferio, Guaimar Ier, combat les Sarrasins. Guaifer avait au préalable associé Guaimar à l'exercice du pouvoir, une pratique qui est devenue courante dans le Sud et plus particulièrement à Capoue.
La mort de l’empereur Louis II sans héritier mâle en 875 entraîne des années de chaos et de confusion, l’aristocratie italienne s’engageant pour l’Allemagne ou pour la France, le titre de roi d’Italie étant généralement associé à celui d’empereur. Aux IXe et Xe siècles, on assiste à l’effacement progressif du pouvoir impérial et à la montée en puissance des élites urbaines et des pouvoirs communaux.

## L'Italie entre l'Empire romain germanique et l'empire d'Orient (Xesiècleet au milieu duXIesiècle)
Les Byzantins et Francs se sont alliés en Italie contre les Sarrasins, mais seuls les premiers ont territorialement profité de cette alliance.
À la fin du IXe siècle, notamment après l'expédition victorieuse du navarque Nassaro en 880, la surface du territoire italien de l'Empire romain d'Orient augmente considérablement (alors qu'au début du IXe siècle, les possessions byzantines se limitaient à l'Apulie et à la Calabre). Le catépanat d'Italie est créé pour pouvoir administrer ce territoire agrandi. Autour du catépanat, le reste de l'Italie du Sud se partage entre les royaumes ou duchés lombards et les villes italiennes indépendantes de fait mais rattachés de droit à l'Empire, moyennant diverses contributions en taxes, fournitures ou envois de combattants. La reconquête et la réorganisation byzantine des Pouilles ne lèse pas, mais intègre l'aristocratie lombarde mise en place par l'extension maximale du duché de Bénévent aux VIIe et VIIIe siècles. L'appartenance de Bari, Tarente et autres villes du Sud italien au catépanat ne met pas en cause le droit lombard dans les relations privées, ni la structure économique lombarde fondée sur la domination économique et politique d'une aristocratie d'origine germanique (mais romanisée) sur les plèbes citadines et rurales.
L'agrandissement de l'Italie byzantine dans la péninsule s'accompagne de revers en Sicile : en 878, les Arabes s'emparent de la ville stratégique de Syracuse et après 902, avec la prise de Taormine, toute l'île est sous domination arabe. Cette domination, elle non plus, ne remet pas en cause la culture gréco-latine et le droit byzantin dans l'île, et tolère le judaïsme et le christianisme qu'il soit de rite grec ou latin : l'émirat de Sicile est multiculturel.
Pendant la deuxième moitié du Xe siècle, l'influence de l'Italie byzantine prédomine à Rome où la papauté et l'aristocratie entretiennent des rapports étroits avec les empereurs d'Orient. En revanche, à Capoue et au Bénévent, la recomposition politique des anciennes seigneuries sous la dynastie capouane pose de graves problèmes à l'hégémonie byzantine.

### Renouveau de l'Église, querelle des Investitures, première croisade (1000-1100)

L'Italie en l'an mille.

Au XIe siècle, la charge papale est en pleine décadence, disputée par les familles de Rome et par les tentatives modérées de l’empereur. Les villes italiennes posent problème quant à leur gouvernement. Pavie se révolte contre Henri II, dernier représentant de la branche saxonne. Lui succède Conrad II contre lequel se révoltent les vavasseurs de Lombardie, ayant à leur tête l’évêque Aribert d'Intimiano. Conrad est contraint de céder aux feudataires mineurs ce que le Capitulaire de Quierzy avait donné aux majeurs : l’hérédité. Il signe l’edictum de beneficiis le 28 mai 1037
C’est à cette époque que s’élèvent, d’une voix forte, les protestations contre la corruption et les turpitudes du pape. Pour une part, ce sont des mouvements religieux de type paupériste ou érémitiste, comme celui de Saint Romuald. De l’autre, se présente une grande chance : l’ordre de Cluny qui se nourrit seulement des dons des feudataires mais qui propose des hommes de grande autorité morale, de grande culture et dotés de bonnes capacité politiques et administratives.Plus tard, les Chartreux et les Cisterciens vont porter toute leur attention à la vie solitaire et à la contemplation, et ces ordres se répandent comme une tache d’huile. C’est ainsi que les habitants des villes s’opposent à la corruption des clercs, désapprouvant la pratique de la simonie et le nicolaïsme, donnant vie au mouvement des Patarini, duquel est issu le pape Alexandre II.
À cette rénovation de l’Église se greffe la querelle des Investitures, initiée entre le pape Grégoire VII et Henri IV. Les évêchés-comtés, appartenant à des évêques possédant des fiefs, n’étaient pas transmissibles héréditairement et c’est pourquoi ils revenaient, à la mort de leurs propriétaires, à l’empereur. Chacun des deux, le pape et l’empereur, voulaient qu’une et une seule personne puisse gérer ces évêchés, qu’ils soient absorbés dans leurs charges. En 1122, les deux parties, le pape Calixte II et Henri V, arrivent à un compromis, le concordat de Worms, chacun renonçant à une partie de son pouvoir (on décrète une réalité de fait).
À cette même époque, un autre moine de Cluny, Odon de Lagery, devient pape sous le nom d’Urbain II. Il en appelle à foi chrétienne des chevaliers pour qu’ils cessent de se faire la guerre entre eux et pour qu’ils aillent à Jérusalem pour la sauver des Fatimides, alors que les Turcs Seldjoukides s’étaient fortement implantés au cœur du califat des Abbassides et que d’autres turcs, appelés les Roumi s’étaient installés aux portes de Constantinople.
Mais l'appel est également reçu par le petit peuple qui part vers l’Orient, avec enthousiasme et sans la moindre préparation, en pillant pendant le trajet et se faisant balayer par les Turcs du sultanat des Roumis. Les souverains et l’empereur ne sont pas partis. La première croisade est le fait des ducs et des comtes qui massacrent les Turcs et, après un long parcours terrestre, arrivent en Syrie/Palestine et prennent Jérusalem en 1099.
Le XIe siècle voit l'émergence, encore timide, de l'activité commerciale, particulièrement sur les mers. À ce titre, les quatre villes d'Amalfi, Pise, Gênes et Venise deviennent des puissances incontestées.

### Renouveau économique et émergence des villes (XeetXIesiècles)
Une évolution économique s'amorce au Xe siècle. La population double du Xe au XIVe siècle. Cette croissance concerne la population des villes, encore renforcée par un mouvement massif d’exode rural. Dans les campagnes, la pression démographique entraîne les défrichements et la bonification des zones côtières inondables (irrigation et canalisation de la vallée du Pô, déboisement et construction de terrasses dans les régions vallonnées). Le prix de la terre augmente (il double autour de Milan entre la fin du Xe siècle et le début du XIe siècle), comme celui des produits agricoles. Par l’augmentation de la population, les cités acquièrent une importance politique croissante. Le commerce se développe, tant au niveau local (grain, vin, artisanat) qu’international (produits de luxe), en même temps que les systèmes bancaires et les techniques de crédit (capitalisme marchand). Cette reprise du commerce est attestée par un document du début du Xe siècle, l’Honorantiae civitatis Papiae, qui nous informe que les marchands et financiers de Pavie entretiennent des rapports avec leurs homologues transalpins mais aussi avec des Anglais. Les villes portuaires comme Amalfi, Salerne ou Gaète entretiennent des relations lointaines. Le commerce avec la France redonne vie à Plaisance et à Lucques. Venise, Gênes et Pise dominent le commerce avec Byzance et le Levant.
Commence également à cette époque le processus de seigneurialisation (incastellamento) : les grands propriétaires et les évêques accaparent les fonctions publiques et forment des seigneuries. Ce processus est officiellement sanctionné par des Chartes, par exemple celle donnée par Bérenger Ier de Frioul le 24 août 906 au diacre Audebert pour construire le château de Nogara, dans la plaine de Vérone, incluant des droits de péage, des droits sur les marchés et une totale immunité judiciaire.
Les communes rurales prennent leur essor. Les Ottoniens leur accordent des droits collectifs comme la chasse, la pêche ou la pâture. Les contrats de complant (association entre un propriétaire et un paysan qui met la terre ne valeur et en garde la moitié) et de Livello (dans le Latium, contrat de 29 ans renouvelable, aliénant la terre d’un grand propriétaire en faveur d’un paysan libre) se multiplient.
De taille modeste, les villes italiennes de la fin du Xe siècle, le plus souvent d’origine romaine, sont entourées de murailles. À l’intérieur de l’enceinte, les bâtiments publics romains, généralement détruits, servent de carrière. Les églises construites après 600 sont de petites dimensions bien que richement décorées. Les habitations privées sont en bois, avec une cour devant et un petit jardin derrière. Le plan de la ville est hérité du plan romain, le forum perd son rôle politique mais reste l’emplacement du marché. Le palais royal et la cathédrale deviennent les lieux du pouvoir. La population des villes est essentiellement composée de marchands et d’artisans qui côtoient les pauvres, souvent déracinés et dépendant de l’Église. Jusqu’au XIe siècle, les villes sont principalement des centres administratifs qui vivent du produit des impôts perçus dans les campagnes environnantes. Les grands propriétaires qui y résident disposent d’un important pouvoir d’achat.
À partir du XIe siècle, les Florentins développent un secteur artisanal, puis industriel, dominé par la laine. Les étoffes florentines particulièrement épaisses, de couleur rouge, sont fabriquées par l’Arte della Lana (Guilde de la laine) et exportées par Pise dans toute l’Europe occidentale.
Le mouvement communal commence vers 1030 à Crémone. L’industrie et le commerce (Venise, Pise, Gênes) réveillent les cités padanes où s’affirme face à la féodalité une nouvelle classe sociale, la bourgeoisie, usant d’une nouvelle puissance sociale, l’argent.

## Le pouvoir des Normands
Au XIe siècle, les Normands occupent les possessions lombardes et byzantines de l'Italie du Sud, mettant fin à six siècles de présence pour ces deux dans la péninsule. Les villes-États sont également soumises. Au cours de ce même siècle, les Normands mettent fin au pouvoir musulman en Sicile. Le pouvoir normand dans ce qui avait été les territoires byzantins, provoque, bien évidemment, la colère de Byzance qui tentera, le siècle suivant, de recouvrer son autorité en Italie du Sud.

## Les communes, le royaume de Sicile (1100-1250)

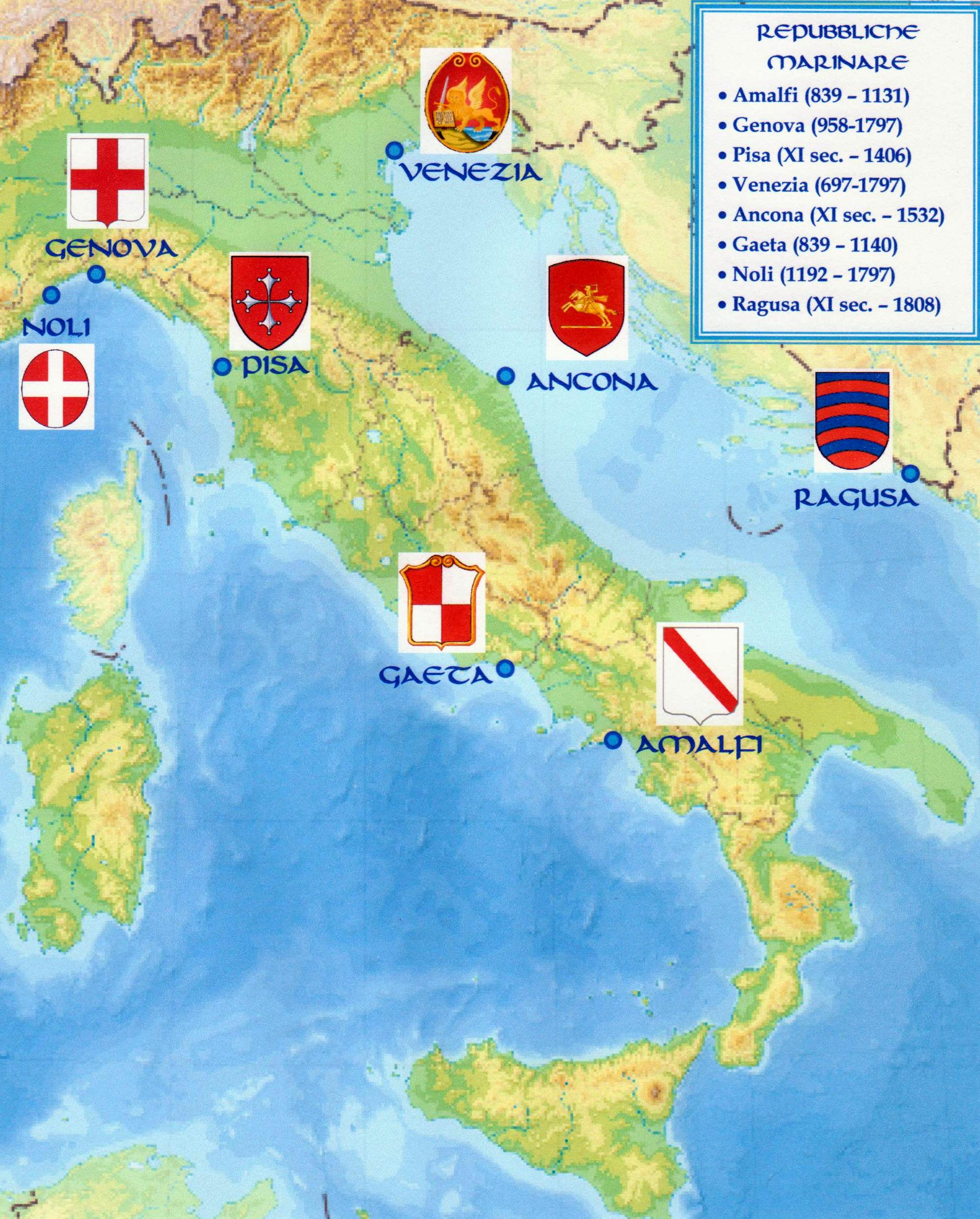
Cette carte montre l'emplacement des républiques maritimes et leurs anciennes armoiries

En raison de l’absence du pouvoir impérial, les familles les plus puissantes des villes du nord et du centre de l’Italie excluent, dès le milieu du XIe siècle, les comtes et les évêques de l’exercice du pouvoir. Ces familles se réunissent en associations – les communes – qui ont pour charge de gouverner les villes sous tous les aspects de la vie publique. Malgré le développement de l’économie, on trouve quand même à la tête de ces associations, des militaires et des petits aristocrates qui avaient lutté pour obtenir la succession héréditaire de leurs fiefs. Les républiques maritimes sont des cas particuliers de l’ensemble de ces villes.
Dans le même temps, la couronne devient une charge élective dans l’empire germanique. Non seulement les empereurs ont du mal à contrôler les ducs et les archevêques, mais ce sont ces derniers qui, à leur tour vont élire l’empereur. C’est aux alentours de 1150 que débute la rivalité entre les Welfs et les Hohenstaufen, connus en Italie comme les guelfes et gibelins. Les gibelins sont en faveur de la totale indépendance des pouvoirs de l’empereur vis-à-vis de ceux du pape, alors que les guelfes soutiennent la papauté.
L’empereur Frédéric Ier, appelé également Frédéric Barberousse, cherche à recouvrer ses droits en affrontant, soit le pape, soit les communes. Milan est détruite en 1162. Le pape Alexandre III excommunie Frédéric qui lui avait opposé un antipape. En 1174, l’armée impériale qui avait passé une alliance avec la flotte vénitienne, assiège en vain Ancône qui, en plus d’être une commune libre, est alliée à l’Empire romain d’Orient. En 1176, les communes, alliées de la Ligue lombarde, battent les troupes de l’empire germanique à Legnano. En 1183, la paix de Constance reconnaît, de façon substantielle, les prétentions des communes.

### Le royaume de Sicile
À cette époque, dans le Sud, le royaume de Sicile est en train de se former. En 1059, le Normand Robert Guiscard établit un pacte avec le pape Nicolas II dans lequel il se déclare formellement son vassal, obtenant en échange le titre de duc d’Apoulie, de Calabre et de Sicile (il faut ajouter aussi le Basilicate, une partie de la Campanie). Les Normands réussissent très vite à éliminer du Sud la présence byzantine et peuvent très vite se consacrer à la Sicile, toujours entre les mains des Musulmans.
Roger Ier de Sicile, frère de Robert, à la tête d’une importante troupe de cavaliers, débarque en 1061 à Messine et envahit l’île. Il réussit en 1072 à arriver à Palerme qui est choisie comme capitale. C’est seulement son fils, Roger II de Sicile qui devient roi du royaume normand de Sicile, un État de dimensions très importantes en Italie
La domination des Normands dans l'Italie méridionale prend fin entre 1194 (mort de Tancrède de Lecce) et 1198 quand Henri VI, compte tenu de son mariage avec Constance de Hauteville, unit la couronne impériale à celle du roi de Sicile. Le royaume connaît un développement soutenu sous Frédéric II. Celui-ci est excommunié trois fois, participe à la sixième croisade et tente, une nouvelle fois, d’étendre son hégémonie sur les communes de l’Italie du Nord, ceci sans succès.
Au début du XIIIe siècle l’Italie voit naître et se développer plusieurs mouvements religieux protestataires, d'inspiration paulicienne que l’Inquisition considère comme « hérétiques » et dont elle livre les fidèles au bûcher (« tisserands », « vaudois », « patarins »…).

### Restauration avortée de l'Italie byzantine
En 1155, l'empereur romain d'Orient, Manuel Ier Comnène tente de restaurer l'Italie byzantine. Il envoie ses généraux Michel Paléologue et Jean Doukas avec des troupes et de grandes quantités d'or pour débarquer dans les Pouilles. L'or doit servir à obtenir l'appui de l'empereur Frédéric Barberousse qui est hostile à la présence normande en Sicile et qui se trouve à ce moment au sud des Alpes. Mais la séparation des Églises d'Orient et d'Occident survenue un siècle plus tôt, a déjà été intégrée au jeu politique : Frédéric Barberousse considère les Romains d'Orient comme des « envahisseurs grecs » et des « schismatiques », et refuse l'alliance, mais reste neutre. En revanche, l'Italie du Sud, qui avait longtemps été byzantine, se rebelle contre la Couronne de Sicile et même des barons normands locaux mécontents du comte Robert de Bassonville rejoignent l'expédition de Manuel qui obtient rapidement des succès soit par le combat, soit par l'appât du gain, soit en intégrant les forces locales.
La ville de Bari qui avait été la capitale de l'Italie byzantine pendant des siècles avant l'arrivée des Normands, accueille Manuel Ier Comnène en libérateur et les habitants détruisent la citadelle comme un symbole haï de l'oppression normande. Encouragé par le succès, Manuel rêve à la restauration de l'Empire romain avec l'union des deux Églises séparées un siècle auparavant, celle d'Occident et celles d'Orient. Les négociations avec le pape aboutissent à une alliance entre Manuel Ier Comnène et le pape Adrien IV au détriment des Normands de Sicile.
Mais bientôt l'expédition piétine : Michel Paléologue est un brillant général mais un piètre diplomate et son arrogance lui vaut des inimitiés qui ralentissent la campagne : il est rappelé à Constantinople. Les rois Normands savent en profiter et la bataille de Brindisi retourne la situation grâce à une attaque majeure, par terre et par mer. Juste avant la bataille, les mercenaires engagés par Manuel demandent une augmentation de leurs gages. Celle-ci étant refusée, ils désertent. Les barons locaux commencent alors eux aussi à faire défection et Jean Doukas se retrouve avec des effectifs insuffisants. La bataille navale tourne à l'avantage des Normands et Jean Doukas est capturé. La défaite de Brindisi met un point final à la tentative de restaurer l'Italie byzantine. En 1158, les dernières troupes impériales quittent l'Italie.

## L’apogée du Moyen Âge, la crise de 1300, les seigneuries (1250-1492)
Au Moyen Âge, la liberté se définit à partir de l'incorporation de l'individu à un ordre collectif protecteur. À la sujétion vis-à-vis d'un seigneur, se substitue une sujétion volontairement consentie envers la commune, seul pourvoir s'exerçant sur les habitants de la cité, à l'exception des clercs qui relèvent du pouvoir de l'Église, donc dans les faits, de l'évêque du lieu. Un fossé se creuse entre les habitants des villes, protégés par le régime communal et qui peuvent s'enrichir facilement et vite, et la masse des villani des campagnes, dépourvus de droits réels et méprisés des citadins.